# Judo als Jocs Asiàtics de 2018
La competició de judo als Jocs Asiàtics de 2018 es va celebrar a la sala de plens del Centre de Convencions de Jakarta, Indonèsia, del 29 d'agost a l'1 de setembre de 2018.

## Calendari
| P | Rondes preliminars i repetició | F | Finals |

| Esdeveniment ↓ / Data → | Dc 29 | Dc 29 | Dj 30 | Dj 30 | Dv 31 | Dv 31 | Ds 1 | Ds 1 |
| ----------------------- | ----- | ----- | ----- | ----- | ----- | ----- | ---- | ---- |
| 60 kg masculí           | P     | F     |       |       |       |       |      |      |
| 66 kg masculí           | P     | F     |       |       |       |       |      |      |
| 73 kg masculí           |       |       | P     | F     |       |       |      |      |
| 81 kg masculí           |       |       | P     | F     |       |       |      |      |
| 90 kg masculí           |       |       |       |       | P     | F     |      |      |
| 100 kg masculí          |       |       |       |       | P     | F     |      |      |
| +100 kg masculí         |       |       |       |       | P     | F     |      |      |
| 48 kg femení            | P     | F     |       |       |       |       |      |      |
| 52 kg femení            | P     | F     |       |       |       |       |      |      |
| 57 kg femení            |       |       | P     | F     |       |       |      |      |
| 63 kg femení            |       |       | P     | F     |       |       |      |      |
| 70 kg femení            |       |       | P     | F     |       |       |      |      |
| 78 kg femení            |       |       |       |       | P     | F     |      |      |
| +78 kg femení           |       |       |       |       | P     | F     |      |      |
| Equip mixt              |       |       |       |       |       |       | P    | F    |

## Medallistes

### Homes
| Event                      | Or                | Plata                    | Bronze                       |
| Pes extra-lleuger (−60 kg) | Diyorbek Urozboev | Toru Shishime            | Yang Yung-wei                |
| Pes extra-lleuger (−60 kg) | Diyorbek Urozboev | Toru Shishime            | Lee Ha-rim                   |
| Pes semi-lluger (−66 kg)   | An Ba-ul          | Joshiro Maruyama         | Yeldos Zhumakanov            |
| Pes semi-lluger (−66 kg)   | An Ba-ul          | Joshiro Maruyama         | Artur Te                     |
| Pes lleuger (−73 kg)       | Shohei Ono        | An Chang-rim             | Victor Scvortov              |
| Pes lleuger (−73 kg)       | Shohei Ono        | An Chang-rim             | Mohammad Mohammadi           |
| Pes semi-mitjà (−81 kg)    | Didar Khamza      | Saeid Mollaei            | Vladimir Zoloev              |
| Pes semi-mitjà (−81 kg)    | Didar Khamza      | Saeid Mollaei            | Otgonbaataryn Uuganbaatar    |
| Pes mitjà (−90 kg)         | Gwak Dong-han     | Gantulgyn Altanbagana    | Komronshokh Ustopiriyon      |
| Pes mitjà (−90 kg)         | Gwak Dong-han     | Gantulgyn Altanbagana    | Mashu Baker                  |
| Pes semi-pesat (−100 kg)   | Kentaro Iida      | Cho Gu-ham               | Lkhagvasürengiin Otgonbaatar |
| Pes semi-pesat (−100 kg)   | Kentaro Iida      | Cho Gu-ham               | Sherali Juraev               |
| Pes pesat (+100 kg)        | Kim Sung-min      | Ölziibayaryn Düürenbayar | Bekmurod Oltiboev            |
| Pes pesat (+100 kg)        | Kim Sung-min      | Ölziibayaryn Düürenbayar | Shakarmamad Mirmamadov       |

### Dones
| Event                      | Or              | Plata           | Bronze                      |
| Pes extra-lleuger (−48 kg) | Jeong Bo-kyeong | Ami Kondo       | Galbadrakhyn Otgontsetseg   |
| Pes extra-lleuger (−48 kg) | Jeong Bo-kyeong | Ami Kondo       | Mönkhbatyn Urantsetseg      |
| Pes semi-lleuger (−52 kg)  | Natsumi Tsunoda | Park Da-sol     | Kachakorn Warasiha          |
| Pes semi-lleuger (−52 kg)  | Natsumi Tsunoda | Park Da-sol     | Rim Song-sim                |
| Pes lleuger (−57 kg)       | Momo Tamaoki    | Kim Jin-a       | Dorjsürengiin Sumiyaa       |
| Pes lleuger (−57 kg)       | Momo Tamaoki    | Kim Jin-a       | Lien Chen-ling              |
| Pes semi-mitjà (−63 kg)    | Nami Nabekura   | Kiyomi Watanabe | Han Hee-ju                  |
| Pes semi-mitjà (−63 kg)    | Nami Nabekura   | Kiyomi Watanabe | Tang Jing                   |
| Pes mitjà (−70 kg)         | Saki Niizoe     | Kim Seong-yeon  | Gulnoza Matniyazova         |
| Pes mitjà (−70 kg)         | Saki Niizoe     | Kim Seong-yeon  | Tsend-Ayuushiin Naranjargal |
| Pes semi-pesat (−78 kg)    | Ruika Sato      | Park Yu-jin     | Ikumi Oeda                  |
| Pes semi-pesat (−78 kg)    | Ruika Sato      | Park Yu-jin     | Ma Zhenzhao                 |
| Pes pesat (+78 kg)         | Akira Sone      | Kim Min-jeong   | Gulzhan Issanova            |
| Pes pesat (+78 kg)         | Akira Sone      | Kim Min-jeong   | Wang Yan                    |

### Mixte
| Event | Or | Plata | Bronze |
| Equip | · Masashi Ebinuma · Shohei Ono · Mashu Baker · Yusuke Kobayashi · Kokoro Kageura · Takeshi Ojitani · Haruka Funakubo · Momo Tamaoki · Saki Niizoe · Shiho Tanaka · Akira Sone · Sara Yamamoto | · Zhansay Smagulov · Yeldos Zhumakanov · Islam Bozbayev · Didar Khamza · Yerassyl Kazhybayev · Sanzhar Zhabborov · Kamshat Karassaikyzy · Sevara Nishanbayeva · Zere Bektaskyzy · Iolanta Berdybekova · Gulzhan Issanova · Zarina Raifova | · Ahn Joon-sung · An Chang-rim · Gwak Dong-han · Lee Jae-yong · Cho Gu-ham · Kim Sung-min · Kim Jan-di · Kwon You-jeong · Jeong Hye-jin · Kim Seong-yeon · Han Mi-jin · Kim Min-jeong |
| Equip | · Masashi Ebinuma · Shohei Ono · Mashu Baker · Yusuke Kobayashi · Kokoro Kageura · Takeshi Ojitani · Haruka Funakubo · Momo Tamaoki · Saki Niizoe · Shiho Tanaka · Akira Sone · Sara Yamamoto | · Zhansay Smagulov · Yeldos Zhumakanov · Islam Bozbayev · Didar Khamza · Yerassyl Kazhybayev · Sanzhar Zhabborov · Kamshat Karassaikyzy · Sevara Nishanbayeva · Zere Bektaskyzy · Iolanta Berdybekova · Gulzhan Issanova · Zarina Raifova | · Bayan Delihei · Qing Daga · Bu Hebilige · Xie Yadong · Qiu Shangao · Shen Zhuhong · Feng Xuemei · Zhang Wen · Liu Hongyan · Zhu Ya · Jiang Yanan · Wang Yan                         |

## Federacions participants
Un total de 252 atletes de 35 federacions van competir en judo als Jocs Asiàtics de 2018:
| - Afganistan 4 - Aràbia Saudita 1 - Cambodja 2 - Emirats Àrabs Units 3 - Hong Kong 5 - Iemen 4 - Indonèsia 16 - Índia 6 - Iran 6 - Iraq 3 - Japó 20 - Jordània 1 - Kazakhstan 15 - Kirguizstan 8 - Pakistan 2 - Corea del Sud 19 - Laos 6 - Líban 4 | - Macau 4 - Malàisia 1 - Mongòlia 19 - Nepal 8 - Corea del Nord 8 - Palestina 1 - Filipines 5 - Qatar 2 - Sri Lanka 2 - Síria 1 - Tadjikistan 8 - Tailàndia 10 - Turkmenistan 4 - Uzbekistan 13 - Vietnam 7 - R.P. de la Xina 22 - Xina Taipei 12 |